# Kan du bruge det til noget
Kan du bruge det til noget er en dansk dokumentarfilm fra 1974, der er instrueret af Karsten Kyhn.

## Handling
Filmen kritiserer, at film, teater og musik i det kapitalistiske samfund som oftest skal fungere som opium for arbejderklassen. Film, musik og teater kan bruges på en måde, der er frigørende og livsforbedrende. Filmen har interviews med filminstruktøren M. Karmitz, klip fra hans film Slag for slag, interviews med danske teaterfolk, musikere fra Folkets Hus på Nørrebro osv.